# Landkommissariat Neustadt

Das Landkommissariat Neustadt in der Pfalz 1818–1862

Das Landkommissariat Neustadt (amtlich: Land-Commissariat Neustadt) war einer von zwölf Verwaltungsbezirken im bayerischen Rheinkreis (1837 in „Kreis Pfalz“ umbenannt), der ab 1818 bestand und 1862 in Bezirksamt Neustadt an der Haardt umbenannt wurde. Das Verwaltungsgebiet lag im heutigen Rheinland-Pfalz.

## Kantone und Gemeinden
Das Landkommissariat Neustadt gliederte sich in die Kantone Dürkheim und Neustadt und umfasste 42 Gemeinden (alle Orte in der amtlichen Schreibweise von 1817):

### Kanton Dürkheim
| - Bobenheim am Berg - Dackenheim - Deidesheim mit Niederkirchen - Dürkheim - Ellerstadt - Erpolzheim - Forst | - Freinsheim - Friedelsheim - Gönheim - Grethen und Hausen - Hartenburg - Herxheim am Berg - Kallstadt | - Leistadt - Rödersheim - Seebach - Ungstein und Pfeffingen - Wachenheim an der Haardt - Weisenheim am Berg - Weisenheim am Sand |

### Kanton Neustadt
| - Duttweiler - Elmstein - Esthal - Frankeneck - Geinsheim - Gimmeldingen und Lobloch - Grevenhausen | - Haardt - Hambach - Haßloch - Königsbach - Lachen und Speyerdorf - Lambrecht - Lindenberg | - Meckenheim - Musbach - Neidenfels - Neustadt - Ruppertsberg - Weidenthal - Winzingen und Branchweiler |

## Geschichte

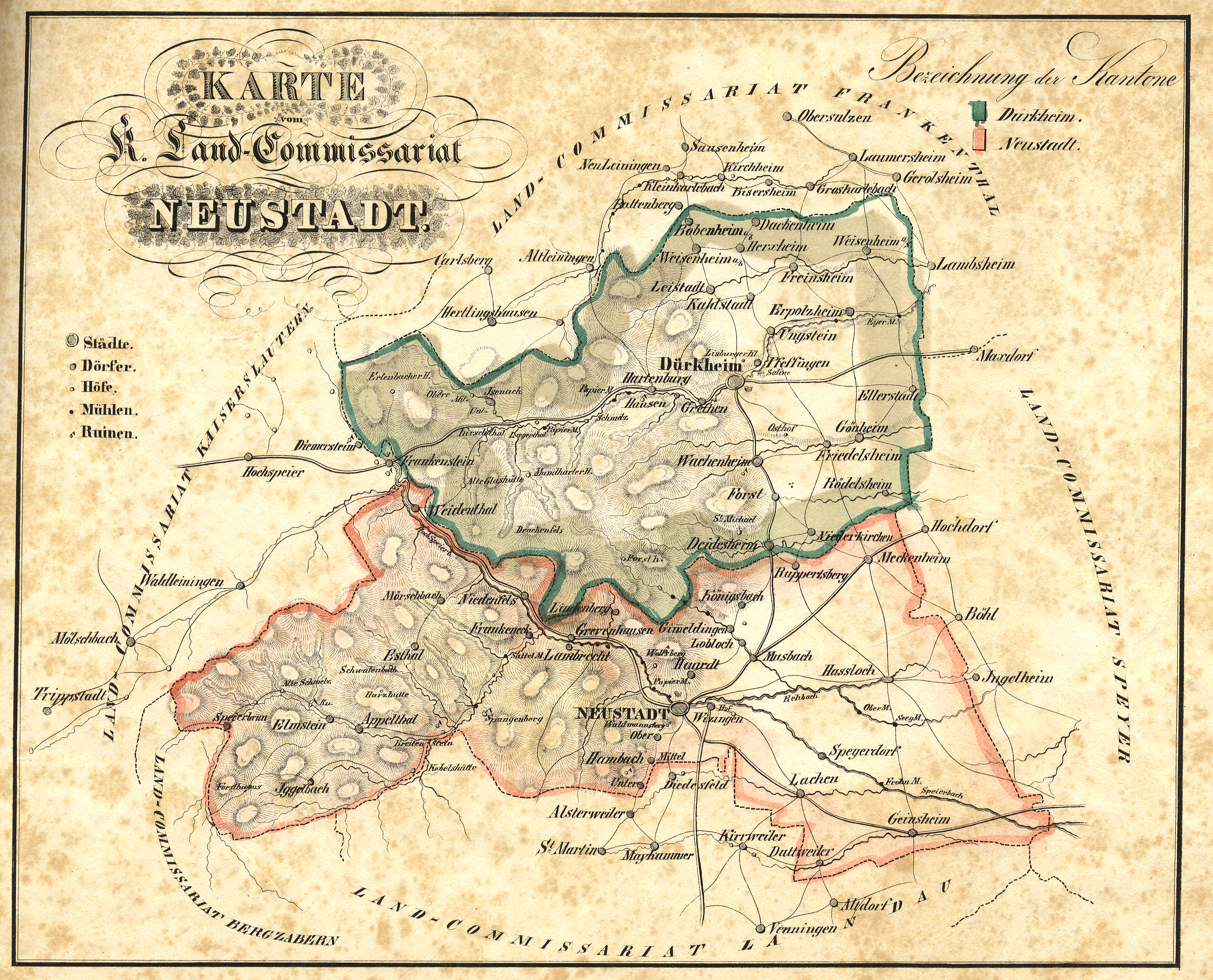
Landkommissariat Neustadt 1875

Der bayerische König Maximilian Joseph I. hatte am 30. April 1816 das Gebiet des später eingerichteten Rheinkreises aufgrund eines Tauschvertrages mit dem österreichischen Kaiser Franz I. förmlich in Besitz genommen.
Aus der sogenannten Franzosenzeit hatte Bayern in der Pfalz zunächst die seit 1798 entstandene Verwaltungsstruktur im Wesentlichen übernommen. Der neu entstandene Rheinkreis war in vier „Kreisdirektionen“, später auch „Bezirksdirektionen“ genannt, eingeteilt. Die nachgeordneten Verwaltungsebenen Kantone und Bürgermeistereien, abgesehen von geringfügigen Gebietsanpassungen, blieben bestehen.
Das Gebiet des Landkommissariats Neustadt gehörte bis 1814 zum Departement Donnersberg. Nach der Inbesitznahme durch Bayern und der Einrichtung der Kreisdirektionen gehörte das Gebiet zur Kreisdirektion Frankenthal. Mit Wirkung vom 1. April 1818 wurden die Distrikte der bisherigen vier „Bezirks-Directionen“ des Rheinkreises in zwölf „Land-Commissariate“ neu aufgeteilt. Der Aufgabenbereich und die Zuständigkeiten änderten sich nicht. Zum „Land-Commissär“ wurde Karl Witt bestimmt, der bis dahin „Bezirks-Directions-Assessor“ zu Kaiserslautern war. Dem Landkommissar standen ein Aktuar, zwei Schreiber und ein Bote zur Verfügung, für Gehälter und Bürokosten waren 3900 Gulden pro Jahr veranschlagt.
Zum 1. Juli 1862 erhielten die Landkommissariate in der Pfalz die Benennung „Bezirksämter“, aus denen 1938 die Landkreise entstanden. Die Geschichte des Landkommissariats Neustadt setzten das Bezirksamt bzw. der Landkreis Neustadt an der Haardt bzw. Weinstraße, die seit 1920 kreisfreie Stadt Neustadt sowie das 1902 bis 1931 bestehende Bezirksamt Dürkheim fort.